# Myrcia revolutifolia
Myrcia revolutifolia är en myrtenväxtart som beskrevs av Mcvaugh. Myrcia revolutifolia ingår i släktet Myrcia och familjen myrtenväxter. Inga underarter finns listade i Catalogue of Life.